# トルコ人の一覧
トルコ人の一覧（トルコじんのいちらん） 
これはトルコ人の一覧である。この記事ではトルコ出身者ならびにその前身国家に当たる国々の出身者を一覧に記す。

## あ行
- ジャマールッディーン・アフガーニー
- ムスタファ・ケマル・アタテュルク - 同国初代大統領
- エシン・アフサール（英語版） -  歌手。舞台女優
- イスメト・イノニュ
- アブデュルレシト・イブラヒム
- アブドゥッラー・オジャラン

## か行
- フェトフッラー・ギュレン
- ヌスレット・ギョクチェ

## さ行
- イスマイル・ジェム

## は行
- ケマル・バシャール（英語版） - 劇場監督で演劇教師も務めている。また、翻訳者としても活動している
- サイト・ファーイク

## ま行
- イルハン・マンスズ

## や行
- アイデン・ヤマンラール
- オスマン・ユセフ

## ら行
- ピーリー・レイース

## トルコとの関係が深い人物
- エルヴァン・アベイレゲッセ - 同国の陸上競技選手。エチオピア出身
- ハインリヒ・シュリーマン - 歴史的考古学者。プロイセン王国出身
- ラウフ・デンクタシュ - 北キプロス・トルコ共和国初代大統領